# Scye (rivière)
La Scye est une rivière française de Normandie, affluent de la Douve en rive droite, dans le département de la Manche.

## Géographie
La Scye prend sa source en limite des territoires de Saint-Germain-le-Gaillard et Pierreville et prend la direction du sud-ouest puis du sud. Elle réoriente son cours vers l'est en quittant le territoire de Pierreville. Elle se joint aux eaux de la Douve entre Bricquebec et Néhou, après un parcours de 26,6 km à l'ouest de la péninsule du Cotentin.

## Bassin et affluents
La Scye prenant sa source très près de la côte occidentale du Cotentin, son bassin y avoisine ceux de petits fleuves côtiers dont la Diélette au nord-ouest et le Gerfleur au sud-ouest. Au nord et au sud, il est respectivement bordé par les bassins d'affluents plus modestes de la Douve : le ruisseau des Montvasons et la Saudre. Le confluent est à l'est du bassin.

## Communes traversées
- Surtainville
- Sortosville-en-Beaumont
- L'Étang-Bertrand